# Арей II
Арей II (дав.-гр. Αρεύς Β΄) — цар Спарти з династії Агіадів в період від 262 до н.е до 254 до н. е. Син Акротата та Хілоніди, дружини Клеоніма

## Походження
Арей II належав до одного з двох царських родів Спарти, які вели свій родовід до Геракла. Його батьком був Агіад цар Акротат а матір'ю Хілоніда, дочка Леотіхіда. Хілоніду у юному віці віддали заміж за Клеоніма, сина царя Клеомена II. Чоловік був набагато старший Хілоніди та був відомий своїм властолюбством. Через цю рису його характеру він і не став царем, спартанцям більше подобався його брат Арей, який і став царем. Дружина також його не любила і зраджувала йому з царевичем Акротатом. Клеонім став посміховиськом для спартанців. Не витримавши наруги та бажаючи стати царем він звернувся до басилевса Пірра. Епірський правитель підтримав Клеоніма, бажаючи завдяки цій війні підкорити своїй владі Пелопоннес. Однак війна була для нього нещасливою. Пірр та Клеонім загинули під час штурму Спарти. Після цього Акротат та Хілоніда побралися.

## Правління
Коли цар Акротат помер під час битви з Арістодемом, тираном Мегалополіса, його дружина була вагітною. Одразу після народження Арея було проголошено царем. Регентом при цареві був його дядько Леонід, син Клеоніма. У восьмирічному віці хлопчик помер від хвороби і царем став Леонід.